# Club Deportivo Topiltzín
Le C.D. Topiltzín est un club de football salvadorien, basé à Usulután, fondé en 1978.
En 2015, le club évolue en deuxième division du championnat du Salvador.